# Angelica ursina
Angelica ursina là một loài thực vật có hoa trong họ Hoa tán. Loài này được (Rupr.) Maxim. mô tả khoa học đầu tiên năm 1876.